# Bacchisa unicoloripennis
Bacchisa unicoloripennis är en skalbaggsart som beskrevs av Stefan von Breuning 1965. Bacchisa unicoloripennis ingår i släktet Bacchisa och familjen långhorningar.
Artens utbredningsområde är Laos. Inga underarter finns listade.